# La Jara (Kolorado)
La Jara – miasto w Stanach Zjednoczonych, w stanie Kolorado, w hrabstwie Conejos.